# Landes-Feuerwehr-Ehrenmal Baden-Württemberg

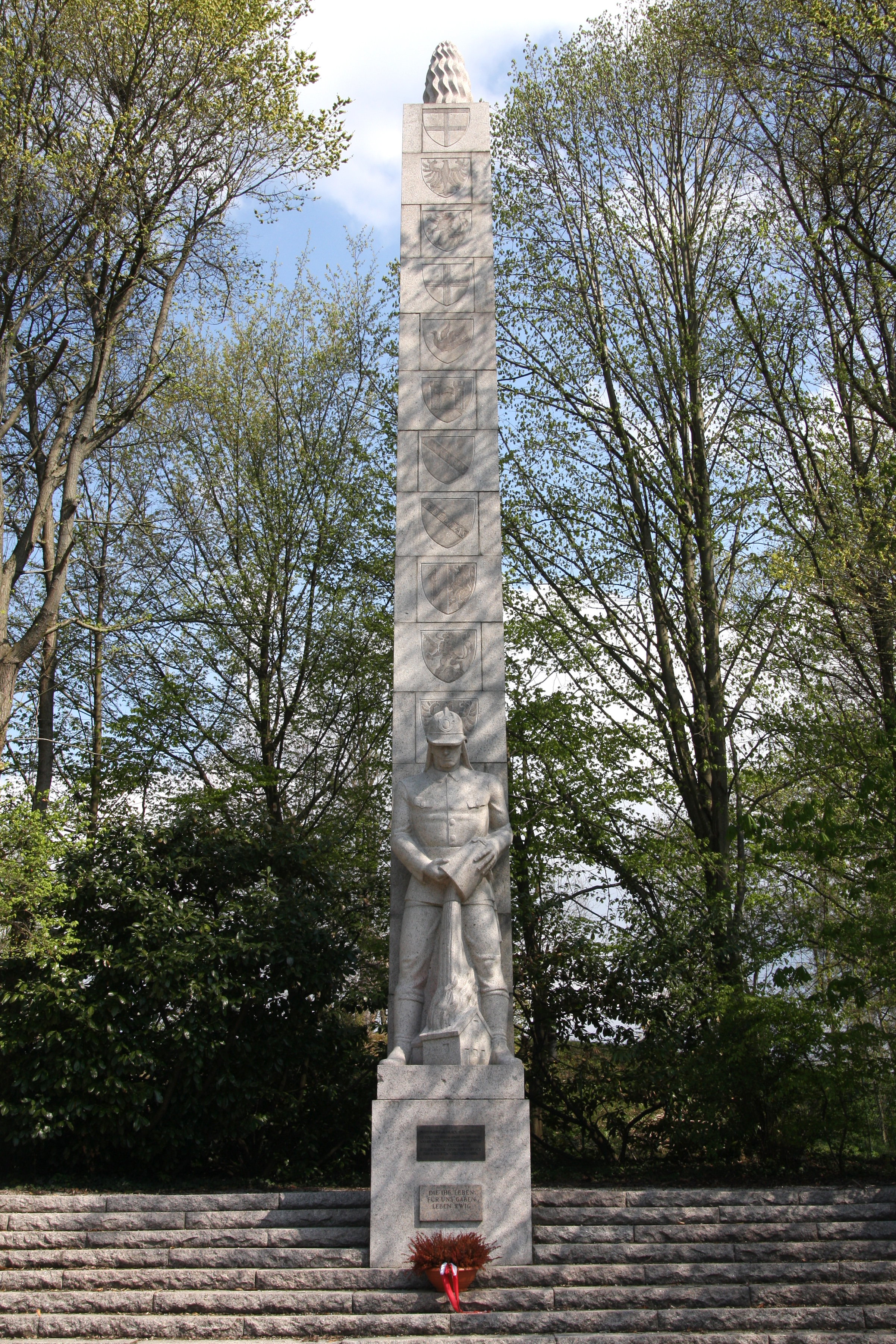
13 m hoher Obelisk des Landes-Feuerwehr-Ehrenmals Baden-Württemberg

Das Landes-Feuerwehr-Ehrenmal Baden-Württemberg in Achern (Ortenaukreis in Baden-Württemberg) ist ein Ehrenmal zum Gedenken an die im Krieg und in der Ausübung des Dienstes getöteten Feuerwehrangehörigen und wurde 1936 erbaut.

## Beschreibung

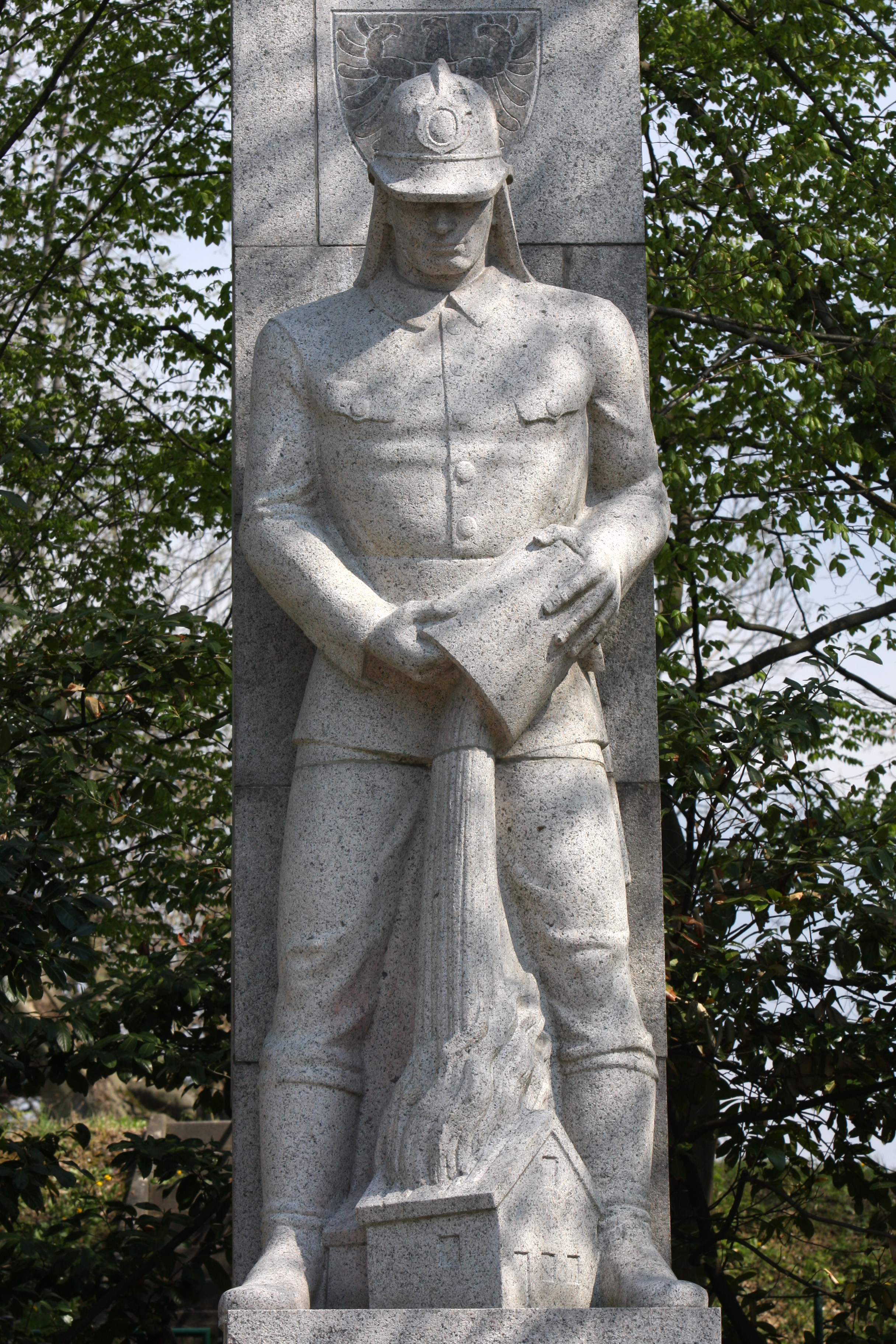
Feuerwehrmann-Figur aus Granit

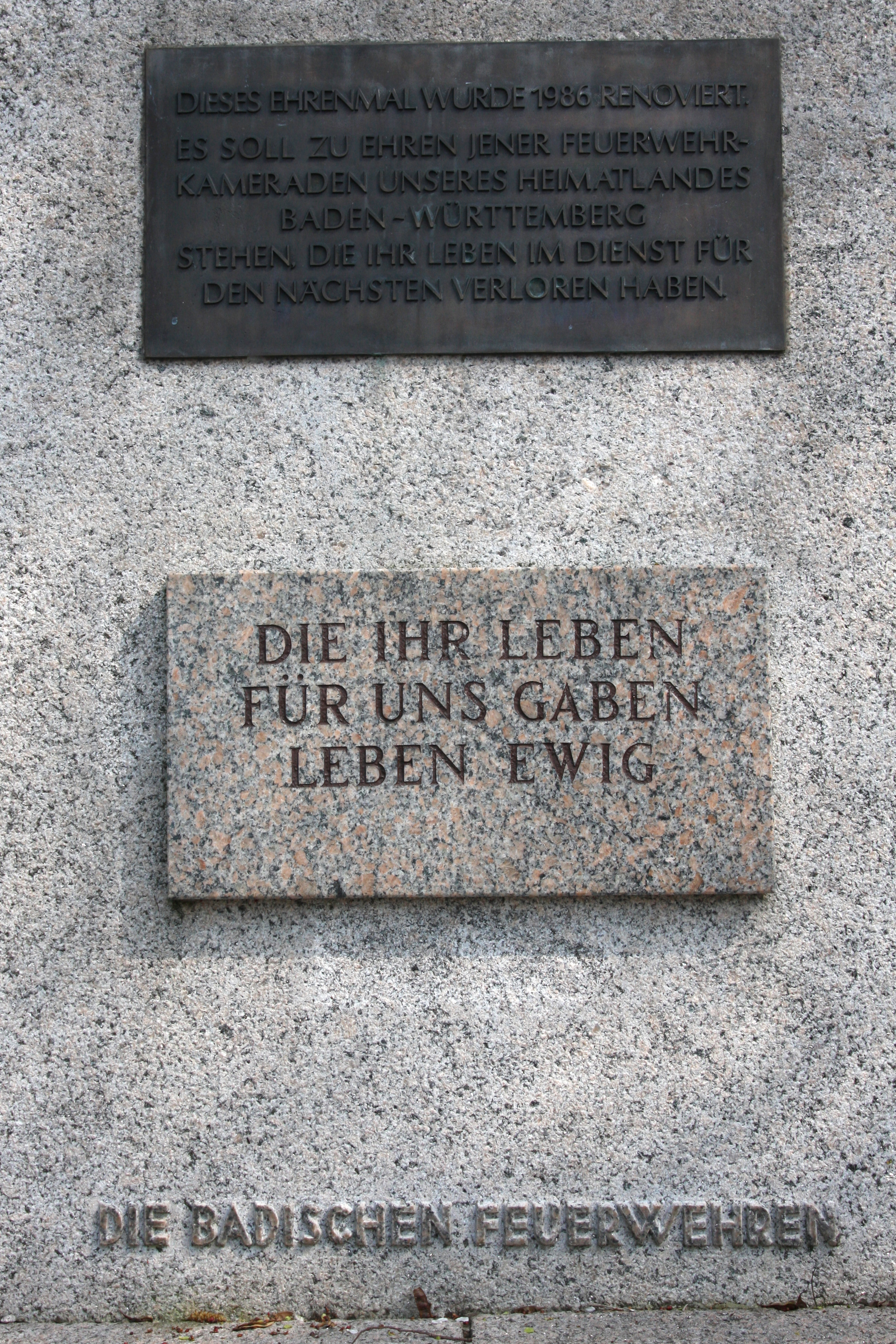
Inschriften auf dem Sockel des Ehrenmals

Das Landes-Feuerwehr-Ehrenmal steht auf dem „Hohbühl“, einer Anhöhe im südlichen Bereich der großen Kreisstadt Achern, die zum Zeitpunkt der Errichtung des Denkmals noch „Hindenburghöhe“ hieß.
Es wurde vom Karlsruher Bildhauer Karl Dietrich (1883–1954) nach einem Entwurf des Architekten Franz Sales Kuhn (1864–1938) aus Heidelberg gefertigt. Bildhauer Dietrich fertigte unter anderem 1928 das Ehrenmal für die Kriegstoten des Ersten Weltkrieges im Oberlandesgericht Karlsruhe.
Über einer Freitreppe erhebt sich ein 13 Meter hoher Obelisk aus Bühlertäler Granit, auf dem die Wappen der elf badischen Kreise Konstanz, Villingen, Waldshut, Lörrach, Freiburg, Offenburg, Baden-Baden, Karlsruhe, Mannheim, Heidelberg und Mosbach entsprechend der Verwaltungsgliederung im Jahr 1924 dargestellt sind.
Die Spitze des Obelisken bildet eine stilisierte lodernde Flamme.
Auf dem Sockel steht ein 3,70 m hoher Feuerwehrmann aus Granit, der aus einem Kübel Wasser über ein brennendes Haus gießt – in Anlehnung an die bekannten Darstellungen des Heiligen St. Florian.
Eine Tafel, die nach der Renovierung des Ehrenmals 1986 angebracht wurde, weist auf die heutige Bedeutung als Erinnerungsstätte an die Feuerwehrleute Baden-Württembergs hin, die ihr Leben im Dienst für den Nächsten verloren haben. Darunter ist auf einer Steintafel die Inschrift „Die ihr Leben für uns gaben leben ewig“ angebracht.

### Inschriften
Sockel Vorderseite:
DIESES EHRENMAL WURDE 1986 RENOVIERT.
ES SOLL ZU EHREN JENER FEUERWEHR-
KAMERADEN UNSERES HEIMATLANDES
BADEN-WÜRTTEMBERG
STEHEN, DIE IHR LEBEN IM DIENST FÜR
DEN NÄCHSTEN VERLOREN HABEN.
DIE IHR LEBEN
FÜR UNS GABEN
LEBEN EWIG
(Auf dem Sockel war 1936 auch das Hoheitsabzeichen der Nationalsozialisten (Reichsadler mit ausgebreiteten Schwingen und Hakenkreuz) angebracht)
DIE BADISCHEN FEUERWEHREN
Sockel Rückseite:
ERBAUT 1936
Hinweistafel beim Denkmal
Wortlaut der Hinweistafel, die am Platz vor dem Ehrenmal angebracht ist:
Feuerwehrehrenmal
Am 11. Oktober 1936 erfolgte auf dem Hohbühl (damalige Bezeichnung: Hindenburghöhe) die Einweihung des Denkmals der Badischen Feuerwehren für im 1. Weltkrieg 1914/18 gefallene Feuerwehrmänner und die, die in Ausübung ihres Feuerwehrdienstes den Tod fanden.

## Geschichte

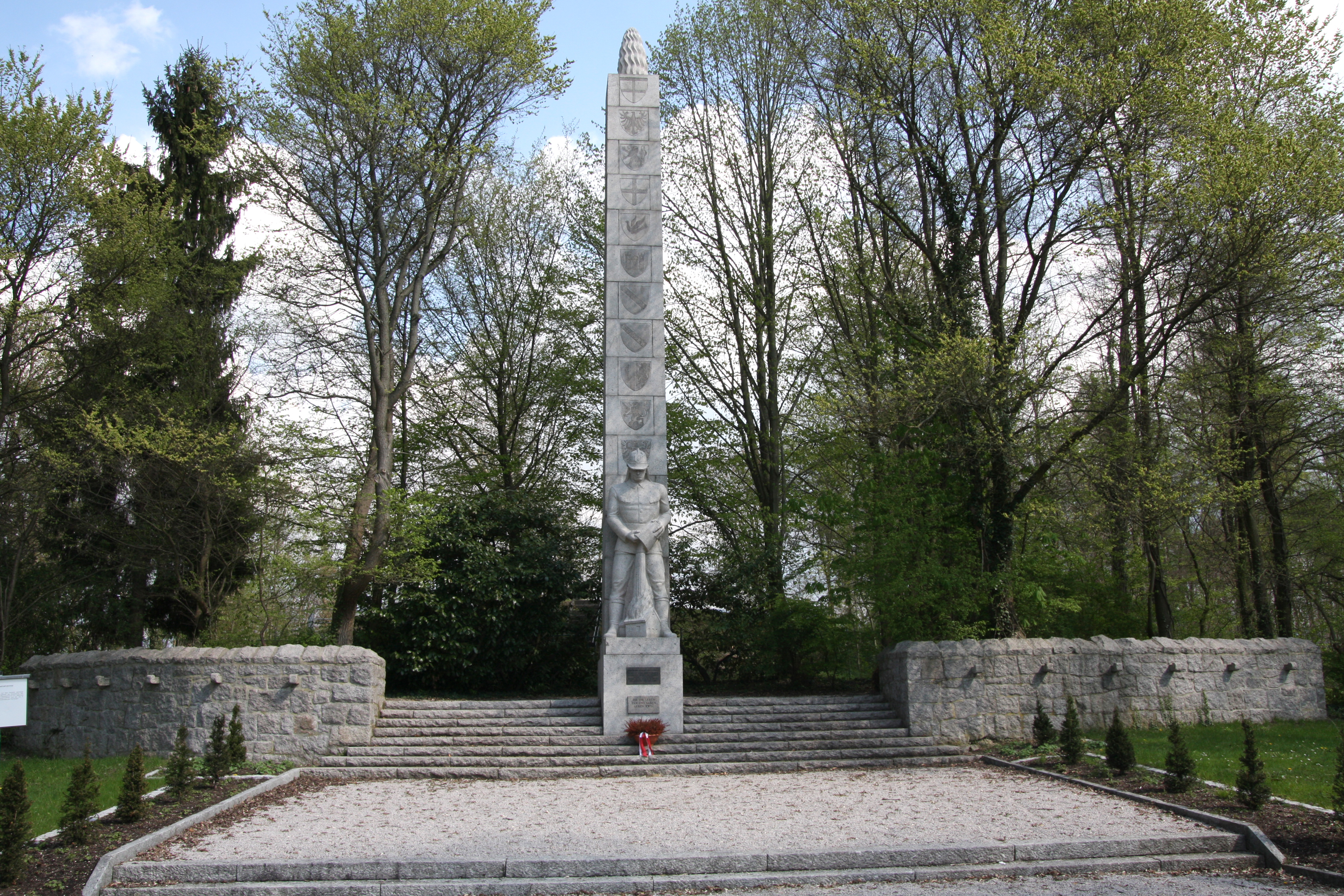
Landes-Feuerwehr-Ehrenmal Baden-Württemberg in Achern

Die Idee, den – damals noch im Ersten Weltkrieg – gefallenen Kameraden „zum ehrenden und dankbaren Gedenken ein würdiges Denkmal zu erstellen“, entstand in Achern, wie einem Brief des Verkehrsvereins an den Landesverband der Badischen Feuerwehren zu entnehmen ist, bereits im Jahr 1929. Bis zur Verwirklichung dauerte es aber noch einige Jahre.
Der Beschluss, das Denkmal in Achern zu errichten, wurde schließlich beim 32. Badischen Landesfeuerwehrtag in Villingen am 31. August und 1. September 1935 gefasst.
Mit dem Bau des Denkmals ging 1936 somit ein lang gehegter Wunsch in Erfüllung – finanziert durch Spenden der badischen Feuerwehren: Für jeden aktiven Feuerwehrmann im Land Baden mussten 30 Pfennige entrichtet werden. Als das gesammelte Geld nicht ausreichte, wurden später weitere 10 Pfennige pro Mann nachgefordert.
Bauleiter für die Errichtung der Anlage wurde mit Josef Knapp der frühere Feuerwehrkommandant der Stadt Achern. Für seine Leistungen erhielt er am Tag der Einweihung die damals höchste Auszeichnung des Badischen Landesfeuerwehrverbands: das Ehrenkreuz am Blauen Bande – zugleich letzte zivile Auszeichnung der Feuerwehren vor der Gleichschaltung, die dazu führte, dass diese der Feuerlöschpolizei zugeordnet wurden.
Später war es Ludwig Hehn (1895–1977) aus Achern (Hotelier und Kommandant der Feuerwehr Achern, Landesbrandmeister, Vorsitzender des Badischen Feuerwehrverbands), der sich um Pflege und Erhalt des Ehrenmals kümmerte. Schon im Vorfeld des Baus hatte er als Vertreter des Feuerwehrverbands mit der Stadt Achern die Verhandlungen um das Grundstück geführt, auf dem es später errichtet wurde.
Während die Idee, ein solches Denkmal zu errichten, noch zu Zeiten der Weimarer Republik entstand, fielen der Bau und die Vollendung in die Zeit des Nationalsozialismus. Das Ehrenmal zum Gedenken der im Krieg und in der Ausübung des Dienstes am Nächsten getöteten Feuerwehrangehörigen wurde am 11. Oktober 1936 mit einem großen Festakt eingeweiht, an dem 5.600 Feuerwehrmänner aus ganz Baden teilnahmen (was übrigens in etwa der damaligen Einwohnerzahl Acherns entsprach).
Nach einem Appell der Feuerwehrmänner auf der Rennwiese in Achern formierte sich ein Sternmarsch durch die Stadt bis hin zum Ehrenmal, wo die Ansprachen der Gäste zur Einweihung stattfanden. Bei diesem Anlass wurde auch eine Löschgruppe der Feuerwehr Achern gewürdigt, die bei den Badischen Wettkämpfen der Freiwilligen Feuerwehren 1935 in Villingen den ersten Platz belegt hatte.
Anlässlich des 50. Jahrestags der Einweihung wurde das Landes-Feuerwehr-Ehrenmal 1986 saniert. Es fand eine Feierstunde statt, die ganz im Zeichen des Friedens zwischen Europas Völkern stand.
Seit den Vorbereitungen zum 75-jährigen Jahrestag der Einweihung hat sich die Jugendfeuerwehr der Stadt zur Aufgabe gemacht, sich um Pflege und Erhalt der Denkmalanlage zu kümmern. Im September 2011 wurde dieser Jahrestag mit einer Feierstunde im Gedenken an die verstorbenen Feuerwehrkameraden gewürdigt. Die Vorbereitungen zu diesen Feierlichkeiten, darunter auch die Erforschung dessen Geschichte, gaben bei der Feuerwehr in Achern den Anstoß, das Feuerwehr-Ehrenmal wieder stärker in Erinnerung zu rufen. Der Kommandant betonte in seiner Ansprache: „Das Ehrenmal dürfen wir nicht mehr aus den Augen verlieren“.